# ألف أروسميث
ألف أروسميث (بالإنجليزية: Alf Arrowsmith)‏ هو لاعب كرة قدم بريطاني، ولد في 11 ديسمبر 1942 في مانشستر في المملكة المتحدة، وتوفي في 18 مايو 2005 في Tameside ‏ في المملكة المتحدة. لعب مع ماكليسفيلد تاون ونادي بوري ونادي روتشديل ونادي ريكسهام ونادي ليفربول.

## وصلات خارجية
- ألف أروسميث على موقع قاعدة بيانات كرة القدم.إي يو (الإنجليزية)
- ألف أروسميث على موقع عالم كرة القدم.نت (الإنجليزية)